# 大小愛吃
《大小愛吃》是八大電視娛樂節目，ASOS（徐熙媛、徐熙娣）主持，2007年6月11日起每週一至週四於八大綜合台播出，2008年6月2日停播，諧趣的訪談內容曾多次創下同時段有線電視娛樂節目收視率第一的佳績。因ASOS在演藝圈人緣極佳以及高收視的保證，該節目即成為各大藝人宣傳的重點節目，其中也難得邀請到極少接通告的大牌節目主持人，如藍心湄、利菁、吳宗憲等人。除台灣外，該節目亦在香港的有線電視娛樂台及華娛衛視播出。

## 概要
節目名稱來自主持人「大小S」的諧音。節目片頭中「愛吃」並不照字面發音，而是讀若「S」，即「大小S」。
節目每集會邀請一位或多位來賓在節目中烹飪自己的拿手菜餚，而主持人則在旁邊協助並進行訪談。烹飪結束後主持人與來賓會至一旁的試吃區進行試吃，由於主持人之一的徐熙媛（大S）吃素，因此大部分來賓所烹調出來的料理大S都不會進行試吃。
《大小愛吃》是ASOS繼《青春報馬仔》《超猛XYZ》《噪音陪审团》《魔法咁芭茶》《青春六人行》《我猜我猜我猜猜猜》、《週末三寶Fun》和《娛樂百分百》之後兩人再度一起主持的節目。

## 旁白
- 2007年6月11日－2007年10月：正昇
- 2008年3月24日－2008年5月29日：陳彥銘（B2）

## 大事記
- 2007年6月11日，《大小愛吃》於八大綜合台每週一至週四晚間11點開播。
- 2007年10月，因小S待產，《大小愛吃》找不到合適代班人選而選擇暫時停播[2]。
- 2008年3月20日，小S產後復出，《大小愛吃》重新進攝影棚錄製[3]。
- 2008年3月24日，《大小愛吃》改為晚間9點於八大綜合台首播。
- 2008年5月29日，八大綜合台播出《大小愛吃》最後一集，傳聞將進行改版而暫時停播，但未獲得官方證實。
- 2008年6月2日，八大綜合台原《大小愛吃》9點時段已由戲劇節目取代。
- 2008年6月6日，《大小愛吃》製作人陳彥銘表示，《大小愛吃》確定停播[4]。

## 外部連結
- 大小愛吃官方網站

| 八大綜合台 週一至週四 | 八大綜合台 週一至週四                     | 八大綜合台 週一至週四 |
| --------------------- | ----------------------------------------- | --------------------- |
|                       | 大小愛吃 （2007年6月11日－2008年5月29日） |                       |
| —                     | —                                         |                       |